# Образцово-Травінська сільська рада
Образцо́во-Тра́вінська сільська рада (рос. Образцово-Травинский сельский совет) — муніципальне утворення у складі Камизяцького району Астраханської області, Російська Федерація. Адміністративний центр — село Образцово-Травіно.

## Географічне положення
Сільська рада розташована у південно-західній частині району. Територією сільради протікають протоки Волги Дніщево, Канича, Гандуріно, Петунья, Луков, Новостанка, Котельна, Нікітінський Банк. Район має вихід до Каспійського моря. На півдні розташована пам'ятка природи регіонального значення Гандурінський.

## Історія
Образцовська сільська рада була утворена 1918 року і перебувала у складі Чаганської волості Астраханської губернії. З 1925 року сільрада перейшла у підпорядкування Камизяцького району, а 1927 року отримала сучасну назву. У період 1944–1963 року сільрада перебувала у складі новоствореного Травінського району.

## Населення
Населення — 3386 осіб (2010; 3553 в 2009, 3745 в 2008).
Національний склад:
- росіяни — 2499 осіб
- казахи — 958 осіб
- татари — 33 особи
- чеченці — 19 осіб
- українці — 12 осіб
- даргинці — 11 осіб
- німці — 5 осіб
- аварці — 4 особи
- кумики та молдовани — по 3 особи
- грузини — 2 особи
- азербайджанці, калмики, вірмени, лезгини — по 1 особі

## Склад
До складу сільради входять такі населені пункти:
| Населений пункт           | Населення, осіб (2008) | Населення, осіб (2010) |
| ------------------------- | ---------------------- | ---------------------- |
| Гандуріно, село           | 397                    | 374                    |
| Нижньонікольський, селище | 318                    | 282                    |
| Образцово-Травіно, село   | 3030                   | 2730                   |

## Господарство
Провідною галуззю господарства виступає сільське господарство, представлене 4 селянсько-фермерськими господарствами та 1 сільськогосподарським підприємством. У структурі угідь найбільшу площу займають пасовиська (56,3%), сінокоси (35,0%) та рілля (8,7%). Тваринництво займається розведенням великої рогатої худоби, свиней, овець, кіз, коней та птахів. Відповідно основною продукцією виступають м'ясо, молоко, шерсть та яйця. Рослинництво займається вирощуванням овочів та картоплі. У сільраді розвинено рибальство.
Серед закладів соціальної сфери у центрі сільради діють Травінська дільнична лікарня № 2 на 25 ліжок, поліклініка на 90 місць та пункт швидкої допомоги, 2 фельдшерсько-акушерських пункти (Гандуріно, Нижньонікольський), дитячий садок, Травінська середня школа, дитячий будинок, 3 будинки культури, сільська бібліотека, спорткомплекс із стадіоном. Діють також 16 магазинів, аптека, їдальня та ринок.
Транспорт у сільраді представлений автомобільною дорогою Астрахань — Образвцово-Травіно та судноплавними річками Гандуріно та Нікітінський Банк. У кожному селі є пристані.